# Dikasterij
Dikasteriji so najvišji upravni organi za določeno področje v katoliški cerkvi, ki sestavljajo Rimsko kurijo. Nastali so v času papeževanja papeža Frančiška in so bili kot kurialne enote uradno priznani z apostolsko konstitucijo Praedicate Evangelium, objavljeno 19. marca 2022. 
Dikasteriji so preprosto povedano »ministrstva« Rimskokatoliške Cerkve in so nadomestili nekdanje kongregacije (npr. Kongregacijo za nauk vere). 
Vodja dikasterija Rimske kurije se imenuje »prefekt«. Po reformi kurije, ki jo je leta 2022 izvedel papež Frančišek, so za prefekte dikasterijev lahko izbrani tudi laiki, vključno z ženskami, medtem ko so poprejšnje cerkvene kongregacije lahko vodili samo kardinali.  

## Etimologija
Dikasterij (v grščina δικαστήριον), s pomenom sodišče, tudi sodba ljudskega sodišča, katerega sodnike so izbirali z metom kocke. V srednjem veku je bil to nedoločeni naziv za visoka sodišča in druge vodstvene organe. V Rimskokatoliški cerkvi se je naziv »dikasterij« poprej na splošno nanašal na urade ali organe Rimske kurije.
V apostolski konstituciji papeža Janeza Pavla II. Pastor Bonus (1988) je tudi definicija: »Z besedo »dikasteriji« se razumejo Državno tajništvo, kongregacije, sodišča, sveti in uradi, in sicer tudi Apostolska kamera, Uprava dediščine apostolskega sedeža in Prefektura za gospodarske zadeve Svetega sedeža.

## Ukinitve
Z uvedbo dikasterijev je bilo v rimski kuriji ukinjenih skupaj devet kongregacij:
- Kongregacija za verski nauk,
- Kongregacija za škofe,
- Kongregacija za Vzhodne Cerkve,
- Kongregacija za duhovščino,
- Kongregacija za ustanove posvečenega življenja,
- Kongregacija za evangelizacijo narodov,
- Kongregacija za bogoslužje in disciplino zakramentov,
- Kongregacija za zadeve svetnikov,
- Kongregacija za katoliško vzgojo.

Ukinjeni so bili tudi:
- Papeški svet za laike,
- Apostolska elemozinerija (lat. Elemosineria Apostolica),
- Papeški svet za družino,
- Papeški svet za sredstva družbenega obveščanja (Papeški svet za družbeno obveščanje),
- Tajništvo za komunikacijo
- Papeški svet za kulturo,

## Uvedba
Nekdanje kongregacije in papeški sveti Rimske kurije ter druge službe oz. organi so odslej združeni v šestnajst dikasterijev. 

### Dikasteriji Rimske kurije
- Dikasterij za evangelizacijo
- Dikasterij za nauk vere
- Dikasterij za karitativno služenje
- Dikasterij za vzhodne Cerkve
- Dikasterij za bogoslužje in disciplino zakramentov
- Dikasterij za zadeve svetnikov

- Dikasterij za škofe
- Dikasterij za duhovščino
- Dikasterij ustanov posvečenega življenja in družb apostolskega življenja
- Dikasterij za laike, družino in življenje
- Dikasterij za pospeševanje edinosti med kristjani
- Dikasterij za medverski dialog
- Dikasterij za kulturo in vzgojo
- Dikasterij za služenje celostnemu človeškemu razvoju
- Dikasterij za zakonodajna besedila
- Dikasterij za komunikacijo